# Блакитна діра Діна

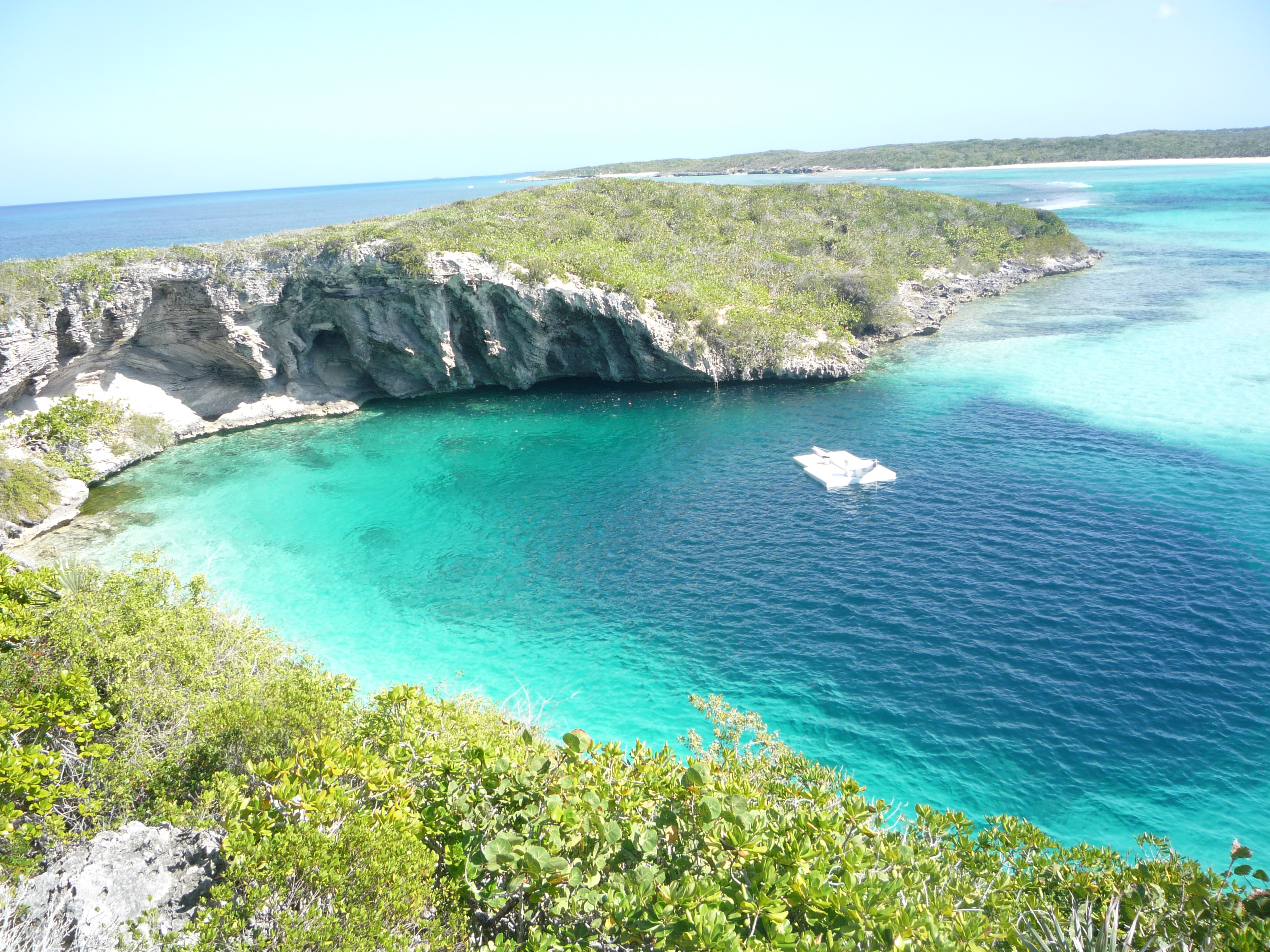
Блакитна діра Діна

23°6′23″ пн. ш. 75°0′31″ зх. д. / 23.10639° пн. ш. 75.00861° зх. д.
Блакитна діра Діна (англ. Dean's Blue Hole) — до недавнього часу найглибша нині відома блакитна діра на планеті. Діра знаходиться у бухті на захід від містечка Клеренс Таун на острові Лонг-Ісланд, Багамські острови. Її глибина становить 202 м (663 фути). Назва походить від прізвища власника землі, біля якої діра знаходиться.

## Історія
Максимальної глибини уперше було досягнуто Джимом Кінгом (Jim King) в 1992 році, незадовго до того як він вчинив самогубство.
Блакитна діра Діна є тренувальною базою команди фридайверів Vertical Blue, очолюваної чемпіоном світу в дисциплінах CNF і FIM, Уільямом Трабриджем. 16 грудня 2010 року у Блакитній дірі Діна він досяг глибини в 101 м (CNF), ставши першою людиною, що здолала глибину в 100 м без використання ластів.

## Утворення
Термін блакитна діра — ця загальна назва для карстових воронок, заповнених водою і таких, що знаходяться нижче рівня моря. Блакитні діри, імовірно, утворилися в результаті різних карстових процесів, наприклад, в результаті вимивання тріщин у вапнякових породах під дією дощових вод. Пізніше ж рівень моря, який був набагато нижчий за часів Льодовикового періоду (бл. 15000 років до н. е.), підвищився до нинішнього рівня. Інші відомі блакитні діри не так глибокі. Наприклад, глибина Великої блакитної діри (англ. Great Blue Hole) у Белізі становить 124 м.

## Форма
Ближче до поверхні, блакитна діра Діна має округлу форму, з діаметром від 25 до 35 м. Починаючи з глибини в 20 м діра сильно розширюється до 100 м в діаметрі, утворюючи своєрідний купол.

## Ресурси Інтернету
- Dean's Blue Hole entry and exact location on Bloosee
- The Blue Holes Foundation [Архівовано 17 вересня 2019 у Wayback Machine.]
- Vertical Blue [Архівовано 5 січня 2022 у Wayback Machine.]
- Underwater base jump into blue hole (Guillame Nery, Julie Gautier) [Архівовано 18 березня 2017 у Wayback Machine.]
- Новый рекорд Уильяма Трубриджа.
- Wilson, William L. (1994). Morphometry and Hydrology of Dean's Blue Hole, Long Island. Bahamas Journal of Science. 2 (1): 10—14. Архів оригіналу за 7 березня 2012. Процитовано 3 грудня 2016.